# Lü Yang
Lü Yang (chiń. 吕阳; ur. 9 stycznia 1996) – chiński lekkoatleta specjalizujący się w biegach płotkarskich. 
W 2013 zdobył brązowy medal mistrzostw świata juniorów młodszych w biegu na 110 metrów przez płotki. 

## Osiągnięcia
| Rok  | Impreza                               | Miejsce | Konkurencja                | Pozycja    | Wynik |
| ---- | ------------------------------------- | ------- | -------------------------- | ---------- | ----- |
| 2013 | Mistrzostwa świata juniorów młodszych | Donieck | bieg na 110 m przez płotki | 3. miejsce | 13,33 |